# 能重真作
能重 真作（のうじゅう しんさく、1933年 - ）は、日本の教育者・教育評論家。

## 人物・来歴
千葉県生まれ。1955年、東京学芸大学国語科卒。中学校教師となる。1979年、非行とその克服の記録『ブリキの勲章』が話題となり、1981年に映画化された（中山節夫監督、中村嘉葎雄主演）。1988年、退職。教育評論家、日本生活指導研究所所員、日本生活指導学会会員、NPO法人非行克服支援センター理事長、「非行」と向き合う親たちの会代表。

## 著書
- 『ブリキの勲章 非行をのりこえた45人の中学生と教師の記録』民衆社　1979
- 『非行克服と家庭教育』民衆社　非行シリーズ　1980
- 『非行克服と学校教育』民衆社　非行シリーズ 　1980
- 『ブリキの勲章 ヤング版』民衆社　手をつなぐ中学生の本　1982
- 『思春危期の子育て 現場の教師が事例で示す』講談社　1983
- 『第三の非行 いま、教育の課題を問う』青木書店　1983
- 『いじめはなくせる 教師と親と子どもたちの解決法』あけび書房　シリーズ・なくそう!いじめ・体罰 1986
- 『子どもといじめ』大月書店　国民文庫 現代の教養 1987
- 『能重真作の学級通信 青春のドラマをつづる』民衆社　実践資料12か月 1987
- 『非行・問題行動で悩む教師へ』全生研常任委員会編 明治図書出版　教師入門 1988
- 『中学時代の危機をのりこえる』大月書店　国民文庫 現代の教養 1989
- 『子どもをいじめで死なせない 大人たちはいま何をすべきか』自由国民社　1997
- 『自分さがしの旅立ち』岩崎書店　シリーズ・いきいき学校生活 1997
- 『居場所を求める子どもたち 不登校・登校拒否を考える』あゆみ出版　1998
- 『「十七歳」が心をひらくとき』新日本出版社　2001
- 『それでも愛してくれますか 非行克服の現場から』新科学出版社　思春期問題シリーズ 2003
- 『砂漠の中でも花は咲くよ』新日本出版社　2004

### 共編著
- 『非行 教師・親に問われているもの』正続　矢沢幸一朗共編　民衆社　1976-78
- 『非行克服のみち 人間教育の再生』丸木政臣共著　星林社　1982
- 『私たちは逃げない 非行と闘う教師親たちの記録』編著　学陽書房　1982
- 『親と子 積木くずしの世界から』穂積隆信共著　民衆社　1983
- 『いつか雨はあがるから 支えあう「非行」と向き合う親たちの中で』浅川道雄,春野すみれ共著　かもがわ出版　2004

## 参考
- 砂漠の中でも花は咲くよ - 紀伊国屋書店BookWeb